# Pokémon Or et Argent
Pokémon version or et Pokémon version argent, couramment appelés Pokémon Or et Pokémon Argent (ポケットモンスター 金・銀, Poketto Monsutā Kin - Gin), sont deux éditions du jeu vidéo de rôle de la série Pokémon développé par Game Freak sous la direction de Satoshi Tajiri. Elles sont éditées par Nintendo sur la console portable Game Boy au Japon en 1999, en Amérique du Nord et en Australie en 2000, puis en Europe en 2001. Le jeu est réédité un an après sa sortie dans chaque région avec une version spéciale pour Game Boy Color intitulée Pokémon version Cristal.
Le joueur contrôle le personnage principal via une vue aérienne et le dirige à travers les régions fictives de Johto et Kanto. Son but est de capturer, d'entraîner et de faire combattre des créatures fictives appelées « Pokémon » afin d'obtenir le titre de « Maître Pokémon » ; l'objectif ultime est de compléter le Pokédex par l'obtention des 251 Pokémon disponibles. Les jeux introduisent cent nouvelles espèces de Pokémon, qui s'ajoutent aux 151 espèces déjà dans les opus précédents, Pokémon Rouge et Pokémon Bleu. Les versions or et argent sont quasiment identiques : la seule différence réside dans la présence ou l'absence de certains Pokémon, de sorte qu'il est nécessaire pour un joueur cherchant à tous les obtenir de réaliser des échanges avec l'autre version du jeu via un câble link, qui permet également d'organiser des combats entre joueurs.
Pokémon Or et Argent poursuivent l'énorme succès de Pokémon Rouge et Pokémon Bleu et font de Pokémon une franchise multi-milliardaire. Les jeux égalent presque les ventes de leurs prédécesseurs en se vendant à des millions d'exemplaires à travers le monde. En 2009, ils font l'objet de remakes sur Nintendo DS, intitulés Pokémon Or HeartGold et Argent SoulSilver.

## Synopsis

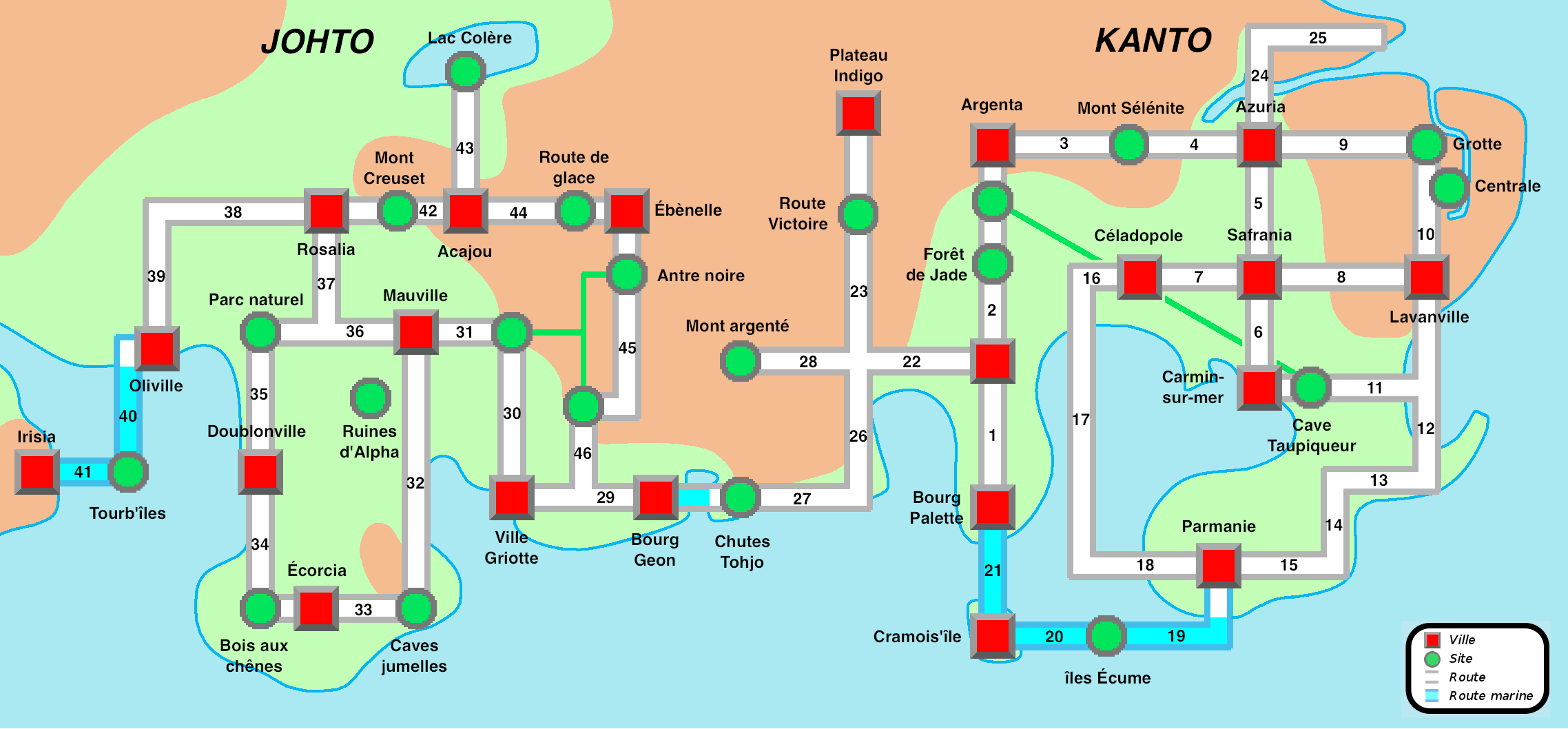
Carte schématique du monde de Pokémon Or et Argent avec les régions de Johto et Kanto, lesquelles sont directement inspirées des régions japonaises de Kansai et de Kantō.

L'action de Pokémon Or et Argent se déroule dans la région fictive de Johto, trois ans après les événements Pokémon Rouge et Bleu. Johto est constituée de dix villes peuplées par des humains et de routes terrestres ou maritimes qui les relient entre elles. Certaines zones ne sont accessibles que quand le joueur apprend une capacité spéciale à son Pokémon, par exemple « Surf » pour parcourir les routes marines. Chaque zone géographique de Johto est habitée par différentes espèces de créatures appelées « Pokémon » (abréviation de « pocket monsters », « monstres de poche » en anglais), chacun d'entre eux possédant une zone de répartition différente.
Le protagoniste de Pokémon Or et Argent est un jeune garçon du nom de Luth (Gold) qui vit à Bourg Geon (New Bark Town). Au début du jeu, le joueur se voit offrir le Pokémon de son choix parmi Germignon, Héricendre et Kaiminus (Chikorita, Cyndaquil et Totodile) par le Professeur Orme (Elm) afin d'être envoyé chercher une « grande découverte » chez M. Pokémon (Mr. Pokémon) : un œuf de Pokémon. Le professeur Chen (Oak) qui se trouve chez ce dernier remet un Pokédex à Luth. Peu après, un autre jeune garçon du nom de Silver vole un Pokémon au professeur Orme et engage un combat de Pokémon avec le héros ; il deviendra son rival tout au long de l'aventure. Voyant l'amitié qui lie Luth à son Pokémon, le professeur Orme décide de lui offrir et lui propose de partir à la découverte de Johto.
Le joueur entame alors une quête à travers Johto, capturant des Pokémon sauvages, les entraînant et combattant avec ceux des autres dresseurs Pokémon, avec pour but de d'obtenir le titre de « Maître Pokémon ». Pour cela, il devra vaincre les huit Champions de Johto dans un combat de Pokémon pour obtenir leur « badge ». Il affrontera également la Team Rocket, une organisation criminelle qui vole les Pokémon. Une fois les huit badges acquis, le joueur sera autorisé à combattre la Ligue Pokémon, qui se compose des meilleurs dresseurs de Pokémon de la région. Il aura ensuite accès à la région de Kanto, où se déroulait l'action de Pokémon Rouge et Bleu, pour en combattre les huit Champions. In fine, il affrontera Red, le héros de Pokémon Rouge et Bleu au Mont argenté.

## Système de jeu

### En solo
Comme dans Pokémon Rouge, Bleu et Jaune, Pokémon Or et Argent adoptent une perspective en vue aérienne à la troisième personne, le joueur contrôlant directement le protagoniste dans le monde de fiction, tout en interagissant avec divers objets et personnes. En parcourant ce monde, le joueur traverse différents types de terrains, comme les hautes herbes, les forêts, les grottes ou les mers, dans lesquels résident différentes espèces de Pokémon sauvages, qui apparaissent aléatoirement. Il peut les capturer à l'aide de Poké Balls pour ensuite les faire combattre pour lui. Des dresseurs de Pokémon non-joueur sont également présents dans ces zones pour combattre le joueur avec leurs Pokémon. Lorsque les joueurs rencontre un Pokémon sauvage ou un dresseur, l'action passe à une scène de bataille au tour par tour, où les Pokémon du joueur combattent avec leurs pouvoirs le Pokémon adverse.
Un aspect majeur du jeu est le développement des Pokémon par leurs combats contre d'autres Pokémon, qu'ils soient sauvages ou appartiennent à d'autres dresseurs. Ce système, caractéristique de tous les jeux vidéo Pokémon, permet au Pokémon d'acquérir des points d'expérience en cas de victoire et, par accumulation, d'augmenter de niveau, ce qui améliore ses statistiques et lui permet d'apprendre de nouvelles attaques. La majorité des Pokémon, lorsqu'ils atteignent un niveau donné, évoluent en un nouveau Pokémon plus puissant. L'ultime but du jeu est de remplir les 251 entrées du Pokédex, une encyclopédie recensant l'ensemble des espèces de Pokémon, en obtenant de nouveaux Pokémon par capture, évolution ou échange avec d'autres joueurs.

### Nouveautés
Bien que les versions or et argent reprennent le système de jeu de Pokémon rouge et bleu, elles introduisent un certain nombre de nouveautés. Aux 151 Pokémon des premiers jeux, cent nouveaux sont ajoutés, numérotés de 152 à 251 ; deux nouveaux types, acier et ténèbres, sont ajoutés aux quinze existants ; une centaine de nouvelles attaques est également introduite. Un système d'horloge interne fait son apparition. Paramétré en début de partie sur le jour et l'heure réels, il détermine la survenance de certains événements : ainsi, certains Pokémon n'apparaissent que pendant certaines périodes de la journée, et certaines actions ne sont possibles qu'un jour de la semaine donné,.
Le jeu introduit un nouveau système de capture avec les Pokémon légendaires Raikou, Entei et Suicune, qui n'ont pas une localisation fixe mais se déplacent dans Johto, leur localisation étant indiquée par le Pokédex. Une fois aléatoirement rencontrés, ils tentent de fuir, conservant cependant les points de vie perdus d'un combat à l'autre. Les Pokémon chromatiques font également leur apparition : d'une couleur différente des Pokémon normaux et brillants, ils apparaissent très rarement. Déjà exploité dans Pokémon Jaune avec Pikachu, les Pokémon ont des points de bonheur par rapport à leur dresseur, en fonction de comment celui-ci s'occupe d'eux. Le jeu introduit également le système de reproduction des Pokémon. Les Pokémon sont désormais sexués (mâle, femelle ou inconnu) et chaque espèce de Pokémon se voit attribuer un ou deux groupes d'œufs. Lorsqu'un Pokémon mâle et un Pokémon femelle ayant au moins un groupe d'œufs en commun sont laissés à la pension pendant un certain temps, ils pondront à terme un œuf contenant un Pokémon de niveau 5, qui sera de l'espèce de la femelle et possédera éventuellement des attaques du mâle. Les Pokémon de sexe inconnu peuvent se reproduire indifféremment avec un Pokémon mâle ou femelle, à l'exception des Pokémon légendaires, qui ne peuvent se reproduire. Enfin, la statistique de « Spécial » est scindée en deux statistiques distinctes, l'« Attaque spéciale » et la « Défense spéciale », augmentant les possibilités stratégiques en combat.
De nouveaux objets apparaissent et les Pokémon sont désormais capables de tenir des objets qui leur permettront de se soigner ou d'augmenter leur puissance pendant un combat. De nouvelles sortes de Poké Ball apparaissent également, qui rendent plus facile de capturer certains Pokémon. Un nouvel objet, appelé Pokématos (ポケギア, Pokegia, Pokégear), sert à la fois de montre, de carte, de radio et de téléphone ; le joueur peut être appelé par des personnages non-joueurs qui lui proposeront un combat ou lui indiqueront la zone de captures de certains Pokémon rares.

### Connectivité
Les jeux Pokémon Or et Argent permettent aux joueurs d'échanger des Pokémon entre deux cartouches de jeu l'intermédiaire d'un câble link connectant les deux Game Boy ou deux Game Boy Color. Cette méthode d'échange est nécessaire afin de compléter le Pokédex : en effet, chacune des deux versions comporte douze Pokémon exclusifs rendant nécessaire un échange pour les obtenir sur l'autre jeu ; dix-sept autres Pokémon ne sont présents sur aucune des deux versions et doivent être importés de Pokémon Rouge et Bleu, ; enfin, l'échange permet d'obtenir les deux Pokémon de départ qui n'ont pas été choisis en début de jeu. De plus, dix Pokémon nécessitent un échange pour évoluer,.
Les cartouches dans des langues différentes ne sont pas compatibles entre elles : de tels échanges entraînent l'effacement des fichiers de sauvegarde. En outre, si les jeux sont utilisés avec une Game Boy Advance, l'échange requiert l'utilisation non pas du câble « Game Boy Advance Game Link » mais du câble « Universal Game Link » de la Game Boy et de la Game Boy Color.
La connectivité peut être effectuée avec Pokémon Cristal de la même manière qu'entre Pokémon Or et Argent. L'échange – mais pas le combat – est également possible avec la première génération de jeux Pokémon, Pokémon Vert, Rouge, Bleu et Jaune ; toutefois, il n'est possible qu'en l'absence, dans l'équipe du joueur, de tout Pokémon et de toute attaque introduits avec cette deuxième génération. Un Pokémon provenant de ces versions tient souvent un objet lorsqu'il sera réceptionné. Les versions or et argent ne sont par contre plus compatibles avec les générations suivantes de jeux.
Les jeux sont également compatibles avec d'autres accessoires : le Game Boy Printer, qui permet d'imprimer les données du Pokédex, et le Transfer Pak, qui permet d'utiliser les Pokémon des versions or et argent dans Pokémon Stadium 2 sur Nintendo 64. Grâce au port infrarouge de la Game Boy Color, deux joueurs peuvent recevoir simultanément un cadeau mystère ; celui-ci peut être utilisé cinq fois par jour, mais une seule fois avec une cartouche différente par jour. Les jeux peuvent également être compatible avec le port infrarouge du Pocket Pikachu Color.

## Développement

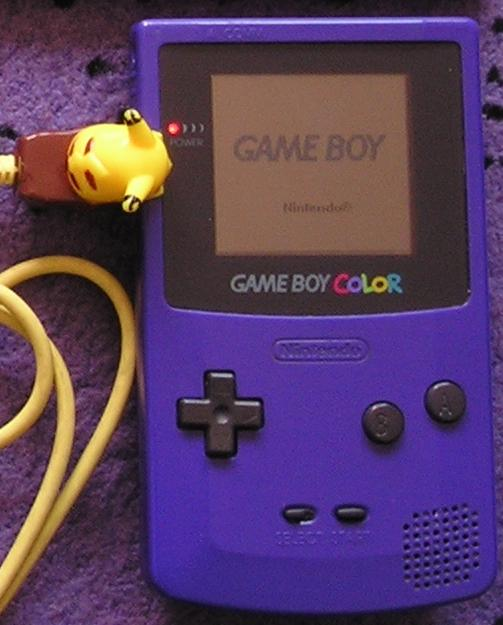
Le câble link Pikachu est vendu, au Japon, trois jours avant la sortie des versions or et argent.

Le développement de Pokémon Or et Pokémon Argent a débuté juste après la sortie des versions verte et rouge au Japon. Ces jeux devaient conclure la série de jeux vidéo Pokémon. Le développement est cependant rapidement suspendu par les quatre programmeurs qui en avait la charge à l'occasion du lancement au Japon des versions bleue et jaune, puis par la sortie hors du Japon des versions rouge et bleue.
Lors d'une interview de ABC News en 2000, le président de Creatures Inc., Ishihara Tsunekazu, a donné un aperçu du processus de réflexion pour créer les nouvelles espèces de Pokémon : « Les idées pour chacun de ces monstres sont venues de l'imagination des développeurs de logiciels à la Game Freak, grâce à la lecture de mangas. Les idées viennent également des effroyables expériences qu'ils avaient étant enfants, attraper des insectes, et ainsi de suite. Donc à partir de ces expériences, ces idées de Pokémon sont sorties. ».
Pokémon Or et Argent ont été publiquement présentés au Nintendo Space World 1999 au Japon. Contrairement à Pokémon Jaune, les nouveaux titres sont annoncés comme étant davantage qu'une petite remise à niveau de Pokémon Rouge et Bleu : ils mettent en scène un nouveau monde, un nouveau scénario et de nouvelles espèces de Pokémon. Les jeux ont été conçus pour la Game Boy Color : ils sont donc intégralement en couleurs et affichent des sprites plus détaillés.
Nintendo prévoyait de vendre plus de huit millions de jeux au Japon, dont trois millions dès leur lancement. Ce chiffre dut cependant être révisé à la baisse à la suite du séisme de Chichi en Taïwan, qui ne permit de livrer que 1,8 million de jeux sur les trois millions prévus. Pour éviter une pénurie, Nintendo a appelé au civisme des acquéreurs pour qu'ils n'achètent qu'un titre à la fois. Trois jours avant la sortie au Japon, un câble link à l'effigie de Pikachu est mis en vente ; développé par Kemco, il est jaune et comporte le visage de Pikachu d'un côté et une Poké Ball de l'autre.
Pokémon version or et Pokémon version argent sont les quatrième et cinquième opus de la série principale de jeux vidéo Pokémon, cinquième et sixième au Japon où on compte également Pokémon Vert. Initialement, les jeux auraient dû sortir au Japon en 1998 afin de concorder avec la fin de la première saison de la série animée. Finalement les jeux y sont sortis le 21 novembre 1999. Puis, ils débarquent le 13 octobre 2000 en Australie, le 14 octobre 2000 en Amérique du Nord et le 6 avril 2001 en Europe et ont pour mascotte Ho-Oh et Lugia. Si le jeu était pré-commandé dans certains distributeurs, le bénéficiaire obtenait en plus un CD-ROM, développé par MediaBrowser, comprenant des chansons de la nouvelle saison de la série animée et des composantes de l'environnement de bureau,. Afin de promouvoir les jeux, des véhicules sillonnent les grandes villes. Aux États-Unis, Nintendo personnalise cinq Chrysler PT Cruiser afin qu'ils ressemblent au nouveau Pokémon Lugia. En Europe, quatre Hummer H2 ont sillonné les rues de principales capitales ; ils faisaient croire à la livraison du colis par des explorateurs.
Dans le même esprit que pour les versions rouge et bleue, un Pokémon introuvable, Celebi, est implanté dans les versions or et argent, mais ne peut être obtenu qu'en assistant à un événement promotionnel de Nintendo. Le premier événement officiel offrant Celebi aux joueurs a été le Nintendo Space World 2000 au Japon, où le Pokémon a été attribué à 100 000 participants.

## Accueil
Pokémon Or et Argent poursuivent le succès de leurs prédécesseurs et font de Pokémon une franchise multi-milliardaire,. Profitant du succès des versions rouge, bleue et jaune, les versions or et argent connaissent un lancement fulgurant : les jeux se vendent à 5 millions d'exemplaires dès la première semaine de ventes au Japon et à 1,4 million d'exemplaires aux États-Unis ; en Europe, les jeux se vendent à près d'un million d'exemplaires en deux jours. Aux États-Unis comme en Europe, ces ventes battent le record de vente la plus rapide, détenu par Pokémon Jaune,. En France, les jeux ont été pré-commandés 50 000 fois et se vendent à 250 000 exemplaires en trois jours. Pokémon Or et Pokémon Argent constituent les deux meilleures ventes de l'année en 2000 aux États-Unis, puis en 2001 en Europe,. Au total, les versions or et argent se sont vendues à 23,1 millions d'exemplaires, dont environ 7,2 millions au Japon, 9 millions en Amérique du Nord et 6,18 millions en Europe.
À leur sortie, Pokémon Or et Argent reçoivent de très bonnes critiques de la presse spécialisée, avec une moyenne globale de 90 % sur GameRankings,, de nombreux critiques relevant que les nouveautés apportées au système de jeu permettait à Pokémon Or et Argent d'être aussi intéressants que Pokémon Rouge et Bleu. Craig Harris d'IGN leur accorde la note maximale de 10 sur 10 en relevant que ces opus étaient encore meilleurs que les précédents du fait des innombrables petites améliorations apportées aux jeux. Franck Provo de GameSpot incite les personnes n'ayant jamais joué comme les fans à se procurer le jeu et conseille aux personnes n'ayant pas apprécié les premiers opus d'y jeter un œil ; il décerne au jeu la note de 8,8 sur 10. Consoles + décerne aux jeux la note de 93 % et parle d'une « excellente suite ». En faisant une grande description du jeu en lui-même, Jeuxvideo.com remarque que les deux versions « prolongent l'aventure avec un nouveau continent, de nouveaux défis, et des Pokémon inédits », et le note de 16/20. Gamekult reproche cependant aux jeux leur manque de « véritables nouveautés » par rapport à Pokémon Rouge et Bleu ; il note le jeu d'un « honnête » 6/10.
Romendil de Jeuxvideo.com conclut en disant que le jeu est « un titre qui mérite amplement son succès et qui convient parfaitement au support Gameboy », Craig Harris d'IGN la rejoint en ajoutant que « Nintendo et Game Freak ont peaufiné l'original et ont bâti une suite qui est longue, difficile et amusante à jouer. Il existe une raison pour laquelle Pokémon est si populaire, et Pokémon Or et Argent va aider la série à aller plus loin dans le XXIe siècle ». Consoles + commente le jeu en relevant que « le challenge est encore plus captivant » que Pokémon Rouge et Bleu. Finalement tous s'accordent pour dire que les versions or et argent sont addictives et qu'elles prolongent l'aventure connue auparavant avec les versions précédentes.

## Pokémon Cristal
Pokémon version cristal (ポケットモンスター クリスタルバージョン, Poketto Monsutā Kurisutaru Bājon) est un jeu vidéo complémentaire à Pokémon version or et version argent, appartenant à la série de jeux Pokémon. Tout comme la version jaune pour les versions rouge et bleu, la version cristal est sensiblement identique aux versions or et argent, ne constituant qu’une légère mise à jour. Elle sort uniquement sur Game Boy Color, au Japon le 14 décembre 2000, aux États-Unis le 19 juillet 2001 et en Europe le 2 novembre 2001,.
Le scénario et le système de jeu de Pokémon Cristal sont identiques à ceux de Pokémon Or et Argent à quelques nouveautés près. Il est désormais possible d’incarner un garçon du nom de Gold ou une fille du nom de Crystal. Deux quêtes annexes sont introduites, l’une autour des Zarbi (Unown), l’autre autour du Pokémon légendaire Suicune, qui constitue la mascotte de cette version et met en scène un personnage non-joueur récurrent, Eusine. Les images des Pokémon s'animent au début de chaque combat, effet qui ne réapparaîtra pas avant Pokémon Émeraude. La plus grosse nouveauté est l'apparition de la tour des combats, qui permet au joueur de participer à des combats successifs à la manière de la série Pokémon Stadium. La version japonaise comportait deux autres innovations qui n'arrivèrent pas en Europe ou aux États-Unis : d'une part, il était possible de connecter les jeux entre eux en utilisant un téléphone portable ; d'autre part, il était possible de capturer Celebi, qui reste impossible à obtenir ailleurs dans le monde. Tout comme les autres version, Pokémon Cristal a dix Pokémon absents de sa cartouche en plus des dix-sept Pokémon exclusifs aux versions rouge et bleue,.
Pokémon Cristal est un des derniers jeux sortis sur Game Boy Color et se vendit plutôt bien. Il reçoit un bon accueil de la critique, avec une note globale de 79,86 % sur le site GameRankings, bien que de nombreux commentaires relevèrent le manque de réelles innovations par rapport aux versions or et argent. Sur le site IGN, Craig Harris estime qu’il s’agit de « la version à acquérir absolument si vous n’êtes pas déjà un des innombrables propriétaires des jeux précédents » mais que « il n’y a pas suffisamment dans cette version qui la rende nécessaire à acheter pour ceux qui possèdent déjà les une ou deux versions précédentes » ; il lui attribue néanmoins la note de 9 sur 10. Jeuxvideo.com fait la même remarque qu'IGN et note le jeu avec la note de 15 sur 20.

## Postérité
Les jeux Pokémon Or et Argent prolongent la Pokémania amorcée par les jeux Pokémon Rouge et Bleu. Outre Pokémon Cristal, un seul jeu dérivé de ces titres est paru, Pokémon Puzzle Challenge, un jeu vidéo de puzzle à la manière d'un Tetris. Les jeux sont adaptés par la série télévisée animée Pokémon, dont trois nouvelles saisons se déroulent la nouvelle région de Johto, où Sacha (Ash) et Pikachu rencontrent les nouveaux Pokémon ; ils sont également déclinés en manga, dont notamment le cycle Or et Argent de Pocket Monsters Special. Par la suite, Nintendo a publié de nouveaux jeux où il a intégré les nouveautés du système de jeu apportées par Pokémon Or et Argent. Dans le jeu musical Rhythm Hunter: HarmoKnight, également développé par Game Freak, deux bonus consistent à composer les musiques de la bicyclette et de la route 26 de Pokémon Or et Argent.
Ces jeux sont quasiment désignées par la communauté de fan comme étant les meilleurs jeux de la saga Pokémon,. Ils sont également désignés troisième meilleur jeu des années 2000, par VG Chartz, derrière Wii Sports et Wii Play et selon le même site, ils se classent 30e meilleur jeu de tous les temps. GamesRadar+ classe le trio seizième meilleurs jeux Game Boy de tous les temps.
Ces jeux ont été réédités en 2009 sur Nintendo DS sous le titre de Pokémon version Or HeartGold et Pokémon version  Argent SoulSilver (ポケットモンスター ハートゴールド・ソウルシルバー, Poketto Monsutā Hātogōrudo - Sōrushirubā). Ces rééditions ont été élaborées par Game Freak et éditées par Nintendo et sont sorties au Japon le 12 septembre 2009, en Amérique du Nord le 14 mars 2010, et en Europe le 26 mars 2010. Ces jeux utilisent le moteur graphique de Pokémon Diamant et Perle et reprennent intégralement l'intrigue de Pokémon Or et Argent. Ils comportent un podomètre, appelé « PokéWalker », semblable au Pokémon Pikachu (Color). Le 22 septembre 2017, Pokémon Or et Argent sont disponibles sur la console virtuelle de la Nintendo 3DS ; ils sortent le même jour que Pokkén Tournament DX sur Nintendo Switch. Les jeux sont quasiment à l'identique avec la version Game Boy ; le seul changement est la compatibilité avec la banque Pokémon. Pokémon Cristal sort quant à lui le 26 janvier 2018.